# Hypomma aemonicum
Hypomma aemonicum är en spindelart som beskrevs av Christo Deltshev 2005. Hypomma aemonicum ingår i släktet Hypomma och familjen täckvävarspindlar.
Artens utbredningsområde är Bulgarien. Inga underarter finns listade i Catalogue of Life.